# M. Hann’s Söhne

Weicheisengießerei und Stahlwarenfabrik M. Hann’s Söhne (um 1898)

M. Hann’s Söhne war eine Weicheisengießerei und Stahlwarenfabrik in Rainfeld und in Wien. 

## Geschichte
Michael Hann errichtete im Jahre 1795 mit sehr bescheidenen Mitteln in den Kasematten der alten Wiener Festungswerke seine Sporerwerkstätte. Die damaligen unruhigen Zeiten, namentlich die Koalitionskriege, brachten reichliche Arbeit und guten Verdienst.
Rastloser Fleiß und besonderes Geschick in der Herstellung aller Arten von Sporerwaren, vom einfachsten bis zum feinsten Luxus-Galagebiss, legten den Grund zu dem guten Ruf, dessen sich die Firma sowohl im In- als auch im Ausland erfreuten.
Dank der tüchtigen Mitwirkung der Söhne des Gründers nahm das Geschäft einen immer größeren Aufschwung und beschäftigte schon im Jahr 1830 an die 30 Arbeiter.
Angesichts des stetigen Wachsens des Geschäfts konnte die Wiener Werkstätte den an sie gestellten Anforderungen nicht mehr entsprechen und wurde im Jahr 1836 die Rainfelder Fabrik zur Entlastung der Wiener Werkstätte von der Erzeugung der herkömmlichen Waren erworben, die sich fast ausschließlich mit der Herstellung feiner Waren befasste.
Die günstige Lage der Rainfelder Fabrik am sehr selten zufrierenden Hallbach, welcher in drei Gefällen an 120 HP ziemlich konstant lieferte, veranlasste die Firma, sich auch der Erzeugung anderer Artikel zuzuwenden, wie z. B. der Gewehrläufe, Säbelklingen, Wagenachsen usw., endlich auch die Erzeugung von Weichguss, Stahlguss, und dergleichen mit aufzunehmen.
Durch Erwerbung eines Nachbarwerkes und durch vielfache Zubauten erreichte die Anlage eine beträchtliche Größe. Die Gießerei zählte zu den größten der Doppelmonarchie. Ihre Erzeugnisse erfreuten sich wegen ihrer anerkannt ausgezeichneten Qualität eines guten Rufes.
Das Werk lieferte nicht nur Rohguss für die verschiedenen fremden Industrien, sondern verarbeitete einen namhaften Teil seines Rohgusses zu fertiger Handelsware und lieferte alle Arten Sporerwaren, Sporen, Baum-, Reben- und Gartenscheren in 30 Sorten, Veredlungszangen, alle Gattungen Wagenbaubeschläge, letztere sowohl in Rohguss, als auch fertig, geschlichtet, geschliffen, poliert, plattiert, vernickelt usw., ferner verschiedene technische Bedarfsartikel, wie zum Beispiel amerikanische Treib- oder Elevatorketten (System Ewart), Fasspundbüchsen mit dazugehörigen Lochbohr- und Büchseneinschraubapparaten, Sackschnallen, Riemenverbinder, Mutter- und Hahnenschlüssel in allen Dimensionen, verschiedene Arten Hämmer, Zangen usw. Auch Patent-Pferdehuf- und Ochsenklaueneisen wurden in großen Mengen erzeugt.
Außer vorstehenden Artikeln, die zumeist aus Weicheisenguss hergestellt wurden, erzeugten die Rainfelder Werke verschiedene Sorten Feinketten, wie Halfter-, Deichsel-, Küm- und Koppelketten, Carabiner usw. Die Erzeugung von aus bestem Material geschmiedeten Bügelstählen in allen vorkommenden Größen und Formen, passend zu allen in- und ausländischen Bügeleisen, wurde schwunghaft betrieben.
Als Spezialität wurde Gabel- und Scherenguss nach Solinger Art in ganz vorzüglicher Qualität sowie auch Grau- und Metallguss hergestellt.
Das Unternehmen war seit seinem Bestand Lieferant für das Kaiserhaus und erhielt wiederholt vom Kaiser ehrende Anerkennungen. Es war hundert Jahre im Besitz der Familie Hann, erst mit 1. Juli 1895 wurde es von Fried. A. Spohn und Friedrich Fischer erworben. Als Gesellschafter der Firma wurden später Fritz und Sylvia Spohn zu k.u.k. Hoflieferanten ernannt.
Das Absatzgebiet des Unternehmens erstreckte sich um 1900 auf Österreich-Ungarn und die Donauländer. In Elevatorketten, Pferdehufeisen, Ochsenklaufenbeschlägen war auch der Export nach Deutschland, Italien und Russland ein sehr großer.
Die Rainfelder Werke beschäftigten um 1900 an die 300 Arbeiter, die zumeist in den eigenen Arbeiterwohnungen untergebracht waren. In der Wiener Fabrik waren an die 50 Arbeiter tätig. Die Hauptniederlassung der Firma befand sich an der Renngasse 6 in Wien I.